# Liste der Baudenkmäler in Berg im Gau
Auf dieser Seite sind die Baudenkmäler in der oberbayerischen Gemeinde Berg im Gau zusammengestellt. Diese Tabelle ist eine Teilliste der Liste der Baudenkmäler in Bayern. Grundlage ist die Bayerische Denkmalliste, die auf Basis des Bayerischen Denkmalschutzgesetzes vom 1. Oktober 1973 erstmals erstellt wurde und seither durch das Bayerische Landesamt für Denkmalpflege geführt wird. Die folgenden Angaben ersetzen nicht die rechtsverbindliche Auskunft der Denkmalschutzbehörde.

## Baudenkmäler nach Ortsteilen

### Berg
| Lage                              | Objekt                                     | Beschreibung | Akten-Nr.             | Bild           |
| --------------------------------- | ------------------------------------------ | --- | --------------------- | -------------- |
| Hauptstraße 14 (Standort)         | Kreuzwegstationen                          | 14 gusseiserne Kreuzwegstationen, zweite Hälfte 19. Jahrhundert Kreuzgruppe, zweite Hälfte 19. Jahrhundert                                            | D-1-85-116-4 Wikidata | BW             |
| Hauptstraße 14 (Standort)         | Katholische Pfarrkirche Mariae Heimsuchung | Barocke Saalkirche, erbaut 1767, Turmunterbau romanisch; mit Ausstattung; Friedhofsmauer, mit Strebepfeilern (westliche Hälfte), wohl 17. Jahrhundert | D-1-85-116-1 Wikidata | weitere Bilder |
| Langenmosener Straße 4 (Standort) | Ehemaliges Bauernhaus                      | Eingeschossiger Satteldachbau mit Wirtschaftstrakt, drittes Viertel 19. Jahrhundert Ehemaliges Backhäusl, mit Kamin, wohl gleichzeitig                | D-1-85-116-3 Wikidata | BW             |

### Dirschhofen
| Lage                       | Objekt                                  | Beschreibung                              | Akten-Nr.             | Bild                                    |
| -------------------------- | --------------------------------------- | ----------------------------------------- | --------------------- | --------------------------------------- |
| Högenauer Weg 3 (Standort) | Katholische Filialkirche St. Laurentius | Barocke Saalkirche, 1716; mit Ausstattung | D-1-85-116-5 Wikidata | Katholische Filialkirche St. Laurentius |

### Lampertshofen
| Lage                      | Objekt      | Beschreibung                                                                 | Akten-Nr.             | Bild |
| ------------------------- | ----------- | ---------------------------------------------------------------------------- | --------------------- | ---- |
| Lindenstraße 4 (Standort) | Ortskapelle | Kleiner Satteldachbau mit Dachreiter, Mitte 19. Jahrhundert; mit Ausstattung | D-1-85-116-7 Wikidata | BW   |

### Oberarnbach
| Lage                     | Objekt  | Beschreibung | Akten-Nr.             | Bild |
| ------------------------ | ------- | --- | --------------------- | ---- |
| Schloßplatz 1 (Standort) | Schloss | Von einem Wassergraben umgeben, dreigeschossiger Walmdachbau mit Ecktürmen nach Nordwesten und Nordosten, im Kern von 1598, 1807 verändert, 1870 restauriert | D-1-85-116-9 Wikidata | BW   |

## Ehemalige Baudenkmäler
In diesem Abschnitt sind Objekte aufgeführt, die früher einmal in der Denkmalliste eingetragen waren, jetzt aber nicht mehr. Objekte, die in anderem Zusammenhang also z. B. als Teil eines Baudenkmals weiter eingetragen sind, sollen hier nicht aufgeführt werden. Aktennummern in diesem Abschnitt sind ehemalige, jetzt nicht mehr gültige Aktennummern.

| Lage                                   | Objekt     | Beschreibung                                      | Akten-Nr.             | Bild |
| -------------------------------------- | ---------- | ------------------------------------------------- | --------------------- | ---- |
| Dirschhofen Högenauer Weg 8 (Standort) | Taubenhaus | Reich bemalt, wohl erstes Viertel 20. Jahrhundert | D-1-85-116-6 Wikidata | BW   |